# FAZ Torf Pardubice
Il FAZ Tým odchovanců rosického fotbalu Pardubice è una squadra ceca di calcio a 5 con sede a Pardubice.

## Storia
Fondata nel 1986 come  FC Torf Rosice nad Labem, tra il 1993-94 e il 2012-13 ha disputato dodici edizioni della massima serie del campionato ceco di calcio a 5. Il miglior piazzamento nella stagione regolare è stato il quinto posto raggiunto sia nel 2001-02 sia nel 2006-07. Nei play-off, la squadra di Pardubice non ha mai superato i quarti di finale. Al termine della stagione 2012-13 il Torf ha ceduto il proprio titolo sportivo alla neonata sezione calcettistica dello Sparta Praga, ripartendo dalle categorie minori.